# Jimmy Eat World (álbum)
Jimmy Eat World é o álbum de estreia da banda homónima, lançado em 1994.

## Faixas
1. "Chachi" – 2:57
2. "Patches" – 3:34
3. "Amphibious" – 1:42
4. "Splat Out of Luck" – 2:19
5. "House Arrest" – 2:26
6. "Usery" – 3:18
7. "Wednesday" – 2:10
8. "Crooked" – 4:07
9. "Reason 346" – 4:24
10. "Scientific" – 7:01
11. "Cars" – 3:39

## Recepção da crítica
Em 2012, Jason Heller, escrevendo para a The A.V. Club, afirmou: "Está esgotado há muito tempo e há um bom motivo para isso. Não é terrível, mas não representa o que a banda se tornaria."

## Créditos
- Tom Linton - Vocal, guitarra
- Jim Adkins - Guitarra, vocal
- Mitch Porter - Baixo
- Zach Lind - Bateria